# Mount McKay (Australien)
Der 1849 Meter hohe Mount McKay liegt im australischen Alpine National Park im Bundesstaat Victoria.
Im Winter ist der Berg ein beliebtes Ziel für Skitourengeher. Es gibt zwar keine Skilifte, aber es besteht die Möglichkeit, sich mit Schneemobilen vom Skigebiet des Wintersportortes Falls Creek auf den Gipfel bringen zu lassen.